# Capnia bicornata
Capnia bicornata is een steenvlieg uit de familie Capniidae. De wetenschappelijke naam van de soort is voor het eerst geldig gepubliceerd in 1992 door Alouf.